# Harriet Brooks
Harriet Brooks (Exeter, Ontario, Canadá, 2 de julio de 1876 - 17 de abril de 1933) fue la primera mujer Física nuclear de origen canadiense. Es conocida por sus investigaciones sobre las transmutaciones nucleares y la radioactividad. Ernest Rutherford, quien dirigió su trabajo de posgrado, la consideraba próxima a Marie Curie por el calibre de su aptitud.

## Vida y carrera profesional
Harriet Brooks nació en Exeter, Ontario en 1876. Se graduó como B.A. en matemáticas y filosofía natural por la Universidad McGill en 1898. Fue la primera estudiante de postgrado de Ernest Rutherford (entonces profesor de la Universidad McGill), con quien trabajó inmediatamente después de graduarse. Con él trabajó sobre electricidad y magnetismo para obtener su máster en 1901. Ella fue la primera mujer en la Universidad McGill que recibió un título de máster.
Después de obtener este título y de nuevo bajo la dirección de Rutherford hizo una serie de experimentos para determinar la naturaleza de las emisiones radiactivas del torio. Estos experimentos sirvieron de base para el desarrollo de la ciencia nuclear. Fue una de las primeras personas en descubrir el radón y en determinar su masa atómica.
Durante un breve período también trabajó bajo la supervisión de Marie Curie.
En 1904, Brooks fue nombrada miembro del cuerpo docente del Barnard College.
En 1907 se casó con Frank Pitcher y dejó el campo de la física.
Un obituario de Harriet Brooks fue publicado por el New York Times el 18 de abril de 1933, indicando que había muerto el día anterior en Montreal a la edad de 57 años, acreditándola como la "descubridora del retroceso del átomo radioactivo." Brooks es considerada una de las mujeres líderes de su tiempo.

## Enlaces internos
- https://mujeresconciencia.com/2018/08/09/harriet-brooks-pionera-canadiense-de-la-fisica-nuclear/
- Canadian Science and Technology Museum
- Artículo en UCLA

- Datos: Q469259
- Multimedia: Harriet Brooks / Q469259